# Lonchurus lanceolatus
Lonchurus lanceolatus es una especie de pez de la familia Sciaenidae en el orden Perciformes.

## Morfología
Los machos pueden llegar alcanzar los 30 cm de longitud total.

## Hábitat
Es un pez de clima tropical y demersal.

## Distribución geográfica
Se encuentra en el Océano Atlántico occidental: desde Colombia hasta la desembocadura del río Amazonas en Brasil, incluyendo las Islas de Barlovento.

## Observaciones
Es inofensivo para los humanos.